# Bengt Jägerskog
Bengt Jägerskog, född 1946, svensk fotograf och dokumentärfilmare.
Bengt Jägerskog är född i Småland och fadern var skogvaktare. Han är utbildad stillbildsfotograf vid Christer Strömholms fotoskola och har även studerat vid Dokumentärfilmskolan i Stockholm. Jägerskog är sedan 1971 anställd som filmare och senare också producent på SVT. Mest känd är han för sina dokumentärfilmer Älgjakt (1998), Hugo och Rosa (2002) och Ett stycke Sverige (2007). För Hugo och Rosa har han belönats med flera priser, bland annat det förnämliga Prix Europa 2003. 
Bland Jägerskogs jobb som TV-fotograf kan nämnas det reportage om Osmo Vallo för det granskande magasinet Striptease som kom att rendera journalisterna Janne Josefsson och Hannes Råstam Stora journalistpriset. Jägerskog var även TV-fotograf på barnprogrammet Fem myror är fler än fyra elefanter under sina första arbetsår på SVT och han har också på senare år arbetat med samhällsprogrammet Agenda.